# Bruno Landi
Bruno Landi (* 5. Dezember 1928 in Ameglia; † 13. Juni 2005 in La Spezia) war ein italienischer Radrennfahrer.

## Sportliche Laufbahn
Landi war im Straßenradsport aktiv. Als Amateur gewann er 1952 das Eintagesrennen Milano–Tortona.
1953 wurde er Berufsfahrer im Radsportteam Fiorelli. In seiner ersten Saison als Profi feierte er den bedeutendsten Erfolg seiner Laufbahn mit dem Sieg in der Lombardei-Rundfahrt vor Pino Cerami. 1954 gewann er das Rennen La Nazionale a Romito Magra und wurde Vierter der Lombardei-Rundfahrt. In der Coppa Sabatini wurde er Zweiter hinter Rino Benedetti.